# Katastrofefilm
En katastrofefilm er en spillefilm, hvis handling centrerer sig om en eller anden form for katastrofe eller større ulykke, der enten har naturlige årsager (jordskælv, vulkanudbrud, stormfloder) eller sker som følge af teknologiske fremskridt (skibe der rammer isbjerge, højhuse i flammer, lynnedslag i flyvemaskiner, atomulykker). Fælles for de fleste katastrofefilm er, at en enkelt person i kraft af katastrofen vokser og er med til at overvinde krisen.
I 1970'erne var der en bølge af katastrofefilm, for eksempel med Det Tårnhøje Helvede og Jordskælv. Handlingen i flere af dem var meget lig et typisk melodrama, der udspillede sig på baggrund af katastrofen.
Filmkomedien Højt at flyve er et berømt eksempel på en parodi over disse film.

## Eksempler på katastrofefilm
- The Day After Tomorrow
Amerikansk katastrofefilm fra 2004, der omhandler den globale opvarmning.
- På stranden (On the Beach)
Amerikansk katastrofefilm fra 1959, der handler om atomkrig, som har fundet sted på jorden. Nogle af de sidste personer på jorden, der ikke er syge af radioaktivbestråling, er mandskabet på en atomubåd.
- Daylight
En helt skal alene forsøge, at redde en flok indeklemte ud fra en sammenstyrtet tunnel.
- Deep Impact
En komet truer med at ramme Jorden, og hele USA kommer i fare. En evakuereing bliver nødvendig.
- Outbreak
En ekstremt dødbringende bakterie får frit løb mod alles lunger, og der skal mod og mandshjerte til i bekæmpelsesprocessen.
- Titanic
Om bord på en kæmpe luksusliner opstår voldsom kærlighed mellem to unge mennesker på trods af enorme klasseskel. Sammen går de uvidende tragedien imøde.

| Film | Spire Denne filmartikel er en spire som bør udbygges. Du er velkommen til at hjælpe Wikipedia ved at udvide den. |